# Westheim (Bajorország)
Westheim település Németországban, azon belül Bajorországban. Lakosainak száma 1152 fő (2023. december 31.). Westheim Wassertrüdingen, Gnotzheim, Heidenheim, Hainsfarth, Polsingen, Auhausen és Donau-Ries járás községekkel határos.

## Népesség
A település népessége az elmúlt években az alábbi módon változott:
| Lakosok száma | 1246 | 561  | 1174 | 1168 | 1155 | 1141 | 1162 | 1171 | 1186 | 1152 |
|               | 1970 | 1975 | 2011 | 2012 | 2014 | 2015 | 2017 | 2019 | 2022 | 2023 |